# Partido Comunista do Brasil - Ala Vermelha
O Partido Comunista do Brasil – Ala Vermelha (PCdoB-AV ou simplesmente Ala), foi uma organização de esquerda, de orientação marxista, atuante no Brasil entre os anos 1960 e 1980.

## Contexto: o PCdoB na conjuntura do golpe de 1964
Muitas das organizações de esquerda no Brasil foram acometidas de surpresa pelo golpe civil-militar desencadeado em abril de 1964, o qual deu início a um longo período de regime militar (1964-1985) no país. Nesse contexto, o Partido Comunista do Brasil (PCdoB), aturdido como os demais grupos de esquerda, lança em agosto de 1964 um documento intitulado O golpe de 1964 e seus ensinamentos. Nele  procura apresentar uma primeira leitura dos acontecimentos, explicitando a necessidade da luta armada como alternativa de derrubada do regime.
Essa opção não era estranha ao PCdoB que, apesar de pequeno, notabilizava-se no quadro da esquerda brasileira na época por admitir a necessidade do enfrentamento armado como condição à revolução socialista no Brasil desde praticamente o seu surgimento meados de 1962. Prova disso é que partido havia enviado um primeiro grupo para treinamento político-militar à República Popular da China (experiência socialista na qual o PCdoB se referenciava, liderada por Mao Tse-tung) às vésperas do golpe, em 29 de março de 1964. Apesar dessa importante definição, o documento de agosto de 1964 falhava em definir uma linha política para o período; tarefa que foi atribuída à 6ª Conferencia Nacional do partido.
Sob o clima de relativa indefinição e expectativa suscitadas pelo golpe de 1964, o PCdoB realiza sua 6ª Conferência em junho de 1966. Uma conferência cuja numeração, vale ressaltar, expressava a perspectiva de continuidade histórica com as conferências do Partido Comunista Brasileiro(PCB), já que o PCdoB não se considerava uma cisão daquele partido, formada em 1962, mas o produto de sua reorganização, reivindicando a data de fundação daquele (1922) como a de sua própria fundação. Naquela Conferência, o partido aprova uma resolução política intitulada União dos brasileiros para livrar o país da ditadura e da ameaça neocolonialista.
No documento, o golpe é caracterizado como resposta da direita atribuída aos interesses reacionários e antinacionais opostos à tendência anti-imperialista e anti-latifundiária do governo João Goulart. Ignorando sua orientação anterior a 1964, quando era ferozmente hostil às possibilidades de reforma sob aquele governo, propondo a sua derrubada, o PCdoB passa a defende-las sob o governo Castelo Branco. Inspirado na linha do Partido Comunista da China (PCC) à época da guerra antijaponesa, mas procurando aproveitar espaços de atuação legal e nos movimentos de massa, que de fato ainda exisitiam, propõe a formação de um governo democrático a partir da união de todas as forças patrióticas e da convocação de uma Assembléia Constituinte livremente eleita, como alternativa de luta contra a ditadura - proposta possui um inequívoco acento eleitoral.
Em termos de uso da violência, o documento enfatizava a necessidade da luta armada por meio de uma guerra popular prolongada desencadeada a partir do campo - o que fez o partido reduzir sensivelmente suas atividades nas áreas urbanas, referenciado mais uma vez na experiência do PCC. Mas essa opção só aparentemente resolvia o problema da definição estratégica para o momento. Isto porque, a passagem da tática centrada nas eleições democrático-burguesas ao seu polo oposto, a luta revolucionária por meio da guerra popular prolongada, se dava sem maiores mediações – o que foi caracterizado posteriormente por historiadores como um “dualismo tático-estratégico”.

## Origem: expulsão do PCdoB (1966-1967)
A formação do PCdoB-AV, também conhecido como Ala Vermelha, ou simplesmente Ala, remonta a uma série de divergências que se exacerbaram no curso de realização daquela 6ª Conferência do PCdoB, realizada em junho de 1966. O documento ali apresentado e posteriormente aprovado (União dos brasileiros para livrar o país da ditadura e da ameaça neocolonialista), foi alvo de críticas por parte de um grupo articulado em torno de militantes egressos de estágios e treinamentos político-militares na China.
Tais críticas encontraram eco em parcela das bases estudantis do PCdoB nos estados do Rio de Janeiro, Rio Grande do Sul, Espírito Santo, Minas Gerais, Ceará, Bahia e, sobretudo, São Paulo e Brasília. E junto a alguns contatos operários e militantes vinculados às Ligas Camponesas. Em termos sucintos, essa crítica apontava o documento apresentado à conferência como expressão de um oportunismo político manifesto em propostas genéricas de luta contra a ditadura por vias institucionais. Em resumo, segundo as críticas, o documento subestimava e abstraia a necessidade de materialização da luta armada.
Os métodos adotados pela direção do PCdoB na condução do debate foram também alvo de crítica, caracterizados como autoritários e tributários da cultura política existente no Partido Comunista Brasileiro (PCB), e cuja negação havia motivado a própria formação do PCdoB em 1962. Essa postura se manifestou claramente ao fim da Conferência. O grupo de oposição reivindicou a continuidade e o aprofundamento do debate, esperando fazê-lo nas próprias fileiras do PCdoB. As críticas, todavia, acabaram estigmatizadas pela direção partido e foram rechaçadas como aventureirismo pequeno-burguês. Com base nessas acusações, o grupo de oposição acabou expulso.
Pegos de surpresa, os setores críticos à direção do PCdoB, que não possuíam afinidade ideológica suficiente para constituir um grupo político inteiramente novo, deram continuidade aos debates e à elaboração do texto que preparavam para a Conferência do partido. Intitulado Crítica ao oportunismo e ao subjetivismo da União dos brasileiros para livrar o país da ditadura e da ameaça neocolonialista, e concluído em 1967, o documento acabou se firmando como a referência que conformou ideologicamente o coletivo, sistematizado aquele que era o principal elemento de divergência do ponto de vista político e não de método, e que conferia unidade aos dissidentes: a demora atribuída ao PCdoB na implantação da luta armada. Isso era reflexo de um descompasso entre a dissidência e a direção do partido, visto que os preparativos para a implantação da Guerrilha do Araguaia já haviam sido iniciados. Ocorre que a movimentação, realizada clandestinamente sob orientação da Comissão Executiva do PCdoB, não era de total conhecimento nem mesmo no Comitê Central.
Articulada inicialmente em torno dessas posições, nascia o PCdoB-AV que, apesar das divergências, mantinha-se fiel à matriz na qual se referenciava o PCdoB, o maoísmo, cuja influência se fazia sentir na ênfase ao papel das massas na estratégia revolucionária, na reafirmação de uma aliança operário-camponesa com participação de setores da pequena burguesia nacional como estratégia para construção socialismo, e na prioridade à luta no campo. O grupo mantém a sigla PCdoB, à qual acrescenta a expressão ‘’Ala Vermelha’’ - uma contraposição ao primeiro PCdoB, que seria a Ala Branca. Repetia-se assim a preocupação com a continuidade histórica, combinada à pretensão de se ganhar a maioria da militância para novamente "reorganizar" o partido – como já havia tentado o PCdoB em relação ao PCB em 1962. Por essa razão, os dissidentes que constituíram a Ala nunca deixaram de considera-la uma organização de caráter provisório.
No mesmo contexto ocorre a dissidência no PCdoB que daria origem ao Partido Comunista Revolucionário (PCR). A fusão entre os dois grupos, todavia, acabou impedida, sobretudo, pelas condições adversas de debate e organização política que imperavam no período da ditadura.

## Opção pela luta Armada (1967-1971)
O documento de crítica às resoluções da 6a Conferência do PCdoB, concluído em 1967, resume as posições políticas a partir das quais a Ala Vermelha se lançou à luta armada. No que se refere aos seus parâmetros ideológicos mais gerais, a Ala pouco se diferenciava do PCdoB. Ambos partiam de uma leitura na qual o Brasil vivia uma contradição principal entre o neocolonialismo e seus apoiadores internos de um lado, e a maioria da população de outro. A essa análise correspondia uma estratégia de conformação de uma frente ampla que incluía o proletariado, o campesinato, a pequena-burguesia, o semi-proletariado e um setor “não integrado” da burguesia, como condição para a revolução socialista.
Na definição do objetivo imediato dessa frente, todavia, a Ala se diferenciava do PCdoB: no lugar da restauração de um regime de liberdades democráticas como o existente no período anterior ao golpe, almejava a instituição de um "democracia regime democrático sob hegemonia do proletariado", ao qual caberia realizar "transformações na estrutura da sociedade" – objetivo que era caracterizado como uma "etapa de democracia popular" da revolução brasileira. Na tática estabelecida no documento da Ala, entretanto, é que se encontra as maiores divergências com o PCdoB: não apenas luta armada é definida como a principal forma de luta contra a ditadura - a qual todas as demais deveriam se subordinar -, mas sua implantação e desenvolvimento, do ponto de vista da Ala, deveria combinar a guerra popular prolongada com elementos do foquismo. Essa combinação particular de elementos singulariza a Ala Vermelha no espectro ideológico da esquerda brasileira naquele momento.
Além de estabelecer a luta armada como eixo estratégico da luta contra a ditadura, a Ala reflete mais detidamente sobre as formas que esta luta poderia assumir, bem como as possibilidades concretas da sua implantação e desenvolvimento. Segundo as formulações do grupo, a luta armada poderia assumir o caráter de guerra insurrecional ou de guerra popular prolongada. A primeira teria como base as áreas urbanas e se realizaria por meio de um processo de acúmulo de forças até que o seu poder fosse superior ao do inimigo. Seriam condição para isso um exército inimigo sem coesão interna e o armamento do proletariado. A segunda, definida como mais adequada à realidade brasileira, era a da guerra popular prolongada, e sua principal característica seria o envolvimento de todo o povo numa enfrentamento armado de grande escala. Considerando a debilidade das forças revolucionárias, esta alternativa se desenvolveria a partir do ataque ao inimigo onde ela mais vulnerável, no campo, até que fosse possível enfrenta-lo diretamente.
Além disso, Ala Vermelha considerava que a guerra popular prolongada poderia ser desencadeada a partir de quatro cenários distintos: no auge do movimento de massas, como resultado de um levante armado camponês, a partir de uma cisão no exército inimigo, ou a partir da formação de um foco revolucionário. A partir de uma leitura da realidade brasileira, a Ala apostava na última alternativa. Em função disso, avaliava que a implantação de um foco guerrilheiro passava pela formação deu um contingente de combatentes com moradores locais com base num trabalho de agitação política; a partir da implantação clandestina da guerrilha com a construção posterior de apoio popular; ou a formação do foco a partir de quadros políticos de organizações revolucionárias.
Tais basicamente, foram os parâmetros que nortearam o engajamento da Ala Vermelha na luta armada. Desde as primeiras ações em 1968, até o processo de autocrítica, iniciado ainda em 1969 e aprofundado em 1971.

## Retorno aos movimentos de massa (1971-1981)
Profundamente debilitada pelas repressão, a Ala Vermelha inicia em meados de 1969 um pioneiro processo de autocrítica, que se aprofunda em meados de 1971. Sem negar a necessidade do uso da violência na derrubada da ditadura e na revolução socialista, a Ala reconheceu em suas próprias ações o que definiu como desvio militarista. Isto é, o desencadeamento de ações armadas isoladas das ações no movimento de massas, conduzido a guerrilha a um impasse.
Esse processo de autocrítica se materializa, já em 1973 e 1974, na reaproximação de militantes da organização recém libertados com integrantes da Ala que haviam se voltado a trabalhos nos movimentos de massa. Em São Paulo, essa iniciativa se concentrava em bairros periféricos e favelas da cidade, sobretudo nas zonas sul e leste, e também no movimento sindical metalúrgico. Nesse contexto, os remanecentes da Ala Vermelha decidiram desenvolver trabalhos referenciados na sua própria qualificação profissional, o que se traduziu na canalização de energias para o movimento sindical e para a criação de publicações coordenados por jornalistas que integravam a organização.
Maior exemplo em termos de publicação foi o ABCD Jornal, editado entre 1975 e 1982 sob a direção de Antônio Fernando Marcello e Julio de Grammont, entre outros. Em íntima colaboração com lideranças sindicais que posteriormente ganharam enorme destaque, como Djama de Souza Bom, Devanir Ribeiro e Lula, o trabalho da Ala no meio sindical, por meio do jornal, se antecipou às greves que estouraram na região do ABCD paulista entre fins dos anos 1970 e início da década de 1980. Nesse contexto, a qualidade e prestígio do ABCD jornal chegaram a alçá-lo à condição de porta-voz reconhecido pelo movimento metalúrgico e suas lideranças, num momento em que os sindicatos se viam sob ameaça constante de intervenção por parte das autoridades. No documentário Greve (1979), dirigido por João Batista de Andrade, há registros do processo de impressão do jornal na gráfica, bem como de sua distribuição ans portas de fábrica por lideranças como Djalma e Devanir.
A presença da Ala na região se fazia sentir também na participação de integrantes do grupo, juntamente com outras tendências de esquerda, na criação do Fundo de Greve do Sindicato dos Metalúrgicos de São Bernardo; no apoio à implantação de seu Departamento de Cinema, encabeçado por Renato Tapajós; e nas ações promovidas pela ABCD Associação Cultural, que organizava atividades político-culutrais junto aos trabalhadores, tais como cursos de teatro e ciclos de cinema, e que foi responsável pela publicação da primeira coletânea de entrevistas e discursos da maior liderança sindical da época, Lula, ainda em 1980.
A experiência desenvolvida em São Paulo, da publicação de um jornal combinada à atividades promovidas por entidade de cunho político-cultural, foi reproduzida em outros municípios do estado. Em Guarulhos, por exemplo, a Ala lança em 1976 e jornal Reporter de Guarulhos. Uma publicação adaptada às condições específicas do município, no qual o Sindicato dos Metalúrgicos era dirigido por pelegos e militantes do Partido Comunista Brasileiro (PCB). A Associação Cultural criada alí também possui suas particularidades: embora desenvolvesse atividades de caráter mais especificamente cultural, promoveu muitos cursos de formação política sobre temas como sindicalismo e direito do trabalho, chegando a manter um Departamento Jurídico para orientação de causas trabalhistas. Tanto o jornal quanto a associação consolidam-se como um ponto de encontro e debate, polarizando não apenas lideranças do movimento sindical, mas também advogados trabalhistas, sociólogos, historiadores e jornalistas que militavam na Ala ou eram simpatizantes da organização,
Outras iniciativas protagonizadas pela Ala Vermelha no período 1977-1978 incluem a publicação do Repórter de Campinas, distribuído naquela região, e do Jornal da Periferia, que circulava na Zona Sul da capital paulista. Na Zona Leste, militantes ligados à Ala Vermelha reproduziram a experiência das ações político-culturais, estabelecendo alí o centro cultural Vento Leste. A mesma opção pelo centro cultural foi adotada na cidade do Rio de Janeiro. Enquanto na região da Baixada Fluminense, militantes da Ala publicaram o Jornal da Baixada. Nesse mesmo período, dois militantes da Ala publicam romances baseados na experiência da luta armada: Tapajós publica, em 1977, o livro Em Câmara Lenta; enquanto Antônio Marcelo lança Ensaio Geral, em 1978.
Tanto no trabalho desenvolvido pelos jornais, quando nas associações culturais, os militantes da Ala procuraram fortalecer um amplo bloco de forças políticas identificado com as causas populares. Opunham-se assim à prática de outras organizações, que entendiam esse bloco como uma espécie de federação de grupos políticos organizados. Opunha-se também à opção da Convergência Socialista, de se identificar no meio sindical como militantes partidários e de trabalhar ativamente para a construção do próprio partido. Os militantes sindicais eram avessos a esse tipo de intervenção política na época, razão pela qual a CS teria sido diversas vezes afastada do Sindicato dos Metalúrgicos em São Paulo. Isso, todavia, não significa que os militantes da Ala não apostassem na necessidade de conformação de uma organização partidária com caráter ideológico definido. Apostavam sim na necessidade formação de um partido de trabalhadores - uma proposta para a qual confluíam a Ala, a CS e outras organizações de esquerda da época.

## A Ala Vermelha e o PT (1981-1992)
Este conjunto de iniciativas, combinado à participação da Ala no Sindicato dos Jornalistas do Estado de São Paulo e na Associação Brasileira de Imprensa, conferiu certo prestígio aos militantes ligados à Ala Vermelha. Isso contribuiu, já na época de formação do PT, para a consolidação de círculos de influência simpáticos à criação do novo partido, impulsionando o movimento pela conquista de assinaturas visando sua legalização, como também para a nucleação da primeira gerção de militantes identificados com a legenda. O peso realtivo adquirido pela Ala Vermelha nesse momento de criação do PT se refletiu, por exemplo, em São Paulo. Alí, Alípio Freire, militante da Ala desde os anos 1960, ocupou a vice-presidência do Diretório Regional entre 1980 e 1983.
A adesão da Ala Vermelha ao PT - realizada na perspectiva de retomada e de fortalecimento do trabalho de massas - ocorre formalmente em seu I Congresso Nacional, realizado em 1981. A opção pelo PT, entretanto, não ocorreria sem tensões. No interior da Ala, diversos militantes consideravam que a própria organização seria o embrião daquela ampla frente de forças políticas que grupo havia tratado de fortalecer desde o seu retorno ao movimento de massas no início dos anos 1970. A opção deste setor era pela integração ao PT como instrumento legal e de massas, a partir do qual a Ala poderia se fortalecer enquanto partido político. No Congresso, prevalece a opção por estabelecer a Ala Vermelha como uma estrutura clandestina de quadros militantes no interior do PT, capaz de elaborar e fazer propostas ao partido, mas que se submeteria as suas instâncias democráticas e orientações.
Como muitas outras organizações, todavia, a Ala Vermelha sofre as pressões por persistir enquanto agrupamento muito reduzido sob a sombra do amplo movimento de massas que confluía para a formação do PT. Nesse contexto, muitos militantes optaram por diluir-se no interior do partido, abandonando a perspectiva de atuação clandestina. Essas pressões acabaram por diluir parcialmente no PT as organizações de esquerda já existentes, contribuindo para uma relativa dispersão das energias acumuladas pelas forças de esquerda organizadas no meio popular ao longo da década de 1970.
Debilitada, como outros agrupamentos, a Ala realiza seu II Congresso em 1985, decidindo-se pela fusão com a Organização Comunista Democracia Proletária (OCDP) e Movimento pela Emancipação do Proletariado (MEP). Desse esforço surge o Movimento Comunista Revolucionário (MCR). Em 1989 o MCR daria origem à Força Socialista, uma tendência interna do PT que em 2004, por sua vez, dá origem à Ação Popular Socialista - corrente que abandona o PT em 2005 aderindo ao Partido Socialismo e Liberdade (PSOL).
Núcleos remanescentes da Ala Vermelha, tal como ocorreu no Distrito Federal, se reaglutinam após a fusão de 1985 (que origina o MCR) e proclamam  em 1989 a reorganização do grupo, agora sob a denominação Partido Comunista – Ala Vermelha. Ainda no PT esse agrupamento bastante reduzido mantém relações com o grupo Causa Operária (CO), de orientação trotskista. Acompanhado a CO quando a mesma foi expulsa do PT em 1992, os núcleos remanescentes da Ala Vermelha, sob liderança de Orlando Cariello, se integram à chamada Frente Revolucionária, uma frente de organizações de esquerda encabeçada pela Convergência Socialista, também expulsa do PT, que dá origem ao Partido Socialista dos Trabalhadores Unificado (PSTU).